# Age of Empires IV
Age of Empires IV est un jeu vidéo de stratégie en temps réel développé par Relic Entertainment et édité par Xbox Game Studios, sorti le 28 octobre 2021.

## Système de jeu
En novembre 2019, le studio Relic Entertainment dévoile une bande-annonce du jeu, inspiré des précédents opus de la saga, mais avec un aspect city-builder davantage poussé,. Le jeu se déroule principalement durant l'époque médiévale, tout comme Age of Empires II: The Age of Kings. À l'image des précédents opus, le joueur doit extraire des ressources pour pouvoir construire des bâtiments, développer des unités civiles et militaires et progresser à travers les âges. Relic Entertainment précise que chaque civilisation possède ses spécificités. Quinn Duffy, membre de la direction du jeu, précise : « notre approche des jeux de stratégie historiques nous a beaucoup aidé, nous avons toujours voulu lier Histoire et authenticité au gameplay. Nous voulons nous assurer que cet aspect historique est respecté, que le caractère unique de chaque civilisation de Age of Empires le soit aussi, mais nous souhaitons que ces choses amènent des éléments de gameplay équilibrés ».

### Civilisations
Age of Empires IV comporte douze civilisations jouables (et quatre variantes de civilisations), chacune ayant ses propres spécificités. La campagne de chaque peuple retrace leur histoire du IXe siècle au XVIe siècle environ.
- Les Anglais (850-1555)
- Les Mongols (1000-1500)
- Les Chinois (907-1644)
- Le sultanat de Delhi (879-1526)
- Les Français (840-1559)
- La dynastie des Abbassides (750-1517)
- Le Saint-Empire romain germanique (936-1517)
- La Rus' (882-1552)
- Les Ottomans (990-1566)
- Les Maliens (1235-1670)
- Les Byzantins
- Les Japonais

Logo utilisé à l'occasion des 25 ans de la sortie de Age of Empires.

En août 2022, Microsoft annonce l'ajout de deux nouvelles civilisations, les Ottomans et les Maliens, dans le cadre d'une mise à jour prévue le 25 octobre suivant, afin de fêter les 25 ans de Age of Empires.

### Modes de jeu
Le mode campagne se compose de quatre volets évoquant respectivement la guerre de Cent Ans et l'épopée de Jeanne d'Arc, la conquête de l'Angleterre par Guillaume le Conquérant, l'ascension de l'Empire mongol et l'extension de la grande-principauté de Moscou,,.

## Développement
Annoncé à la Gamescom de 2017, le jeu est le quatrième volet de la série Age of Empires. En décembre 2020, les développeurs annoncent que le jeu est en « phase de peaufinage, d'équilibrage et de débogage ». Le 17 mars 2021, Microsoft prépare la mise en place d'un événement pour présenter le gameplay du jeu, les différentes civilisations jouables et le mode campagne. Présentée sous la forme d'une diffusion en direct sur les plates-formes officielles YouTube, Facebook et Twitch du jeu, la séquence a lieu le 10 avril 2021.
L'équipe de développement confirme en avril 2021 que le jeu comporte huit civilisations jouables. Les Mongols et les Anglais sont dévoilés dans un premier temps, suivis des Chinois et du sultanat de Delhi,. Lors de l'E3 2021, deux nouvelles civilisations sont révélées : les Français et la dynastie des Abbassides. Les deux dernières civilisations, le Saint-Empire romain germanique et la Rus', sont annoncées à l'occasion du Xbox Games Showcase Extended par la développeuse Emma Bridle.
Une Bêta est mise à disposition de certains joueurs à partir du 5 août 2021.

## Contenus additionnels
Une extension intitulée Age of Empires IV: The Sultans Ascend sort le 14 novembre 2023. Elle comporte une nouvelle campagne et deux nouvelles civilisations (les Japonais et les Byzantins) ainsi que quatre variantes de civilisations déjà présentes dans Age of Empires IV, qui sont : les Ayyoubides, variantes de la dynastie des Abbassides ; l'ordre du dragon, variante du SERG ; Jeanne d'Arc est aussi une "civilisation", variante de la France ainsi que l'héritage de Zhu Xi, elle aussi une "civilisation", variante de la Chine. De plus, s'ajoute dix nouvelles cartes.
Une extension intitulée Age of Empires IV :The knights of cross and rose est sortie le 8 avril 2025 elle ajoute 2 civilisations variantes les Templiers (variante française) et la maison de Lancastre (variante anglaise) cette extension ajoute également un nouveau mode de jeu les batailles historiques un mode de jeu un peu similaire au mode campagne où il faudra renverser le cœur de l'histoire en gagnant des batailles qui ont été perdues dans la vraie vie. Le mode aura de plus un niveau dit "conquérant" si la mission est accompli trop facilement par le joueur, elle est donc plus dure que le mode normal. 

## Accueil de Age of Empires IV: Knights of Cross and Rose
L'accueil du public francophone est contrasté. Ainsi, si les avis sont globalement positifs, on estime parfois que le jeu manque d'innovation. Certains sites spécialisés  y voient même un jeu très classique.
La synthèse des avis pouvant être que le jeu est une « délicieuse remise au goût du jour »  du jeu sorti dans les années 2000.